# 聖克魯斯德洛里卡
聖克魯斯德洛里卡是哥倫比亞的城鎮，位於該國西北部，由科爾多瓦省負責管轄，距離首府蒙特里亞60公里，始建於1740年5月3日，面積142平方公里，海拔高度7米，2005年人口109,974。

## 外部連結
- （西班牙文） Gobernacion de Cordoba - Santa Cruz de Lorica[永久]
- （西班牙文） Santa Cruz de Lorica official website

9°13′54″N 75°49′11″W / 9.23167°N 75.8197°W